# Batalla de Avdíivka (2017)
La batalla de Avdíivka fue una batalla en la guerra del Dombás cerca de Avdéyevka, región de Donetsk, Ucrania, que tuvo lugar entre finales de enero y principios de febrero de 2017. Es considerado uno de los combates más mortíferos de esa fase de la guerra. Según la Misión Especial de la OSCE en Ucrania, la batalla tuvo un nivel de combate en Ucrania que no se había visto desde 2014-15.

## Antecedentes
El 21 de julio de 2014, durante la guerra del Dombás, las fuerzas ucranianas recuperaron Avdéyevka de manos de los separatistas prorrusos.
Avdéyevka se encuentra a unos 6 km al norte de Donetsk. Ambas localidades están unidas por la autopista M04 que rodea Donetsk por su lado norte y forma parte de la ruta europea 50. En esa zona, la autopista M04 tiene un enlace viario, llamado "Yasynuvatska rozvyazka". Además, entre Avdéyevka y Donetsk se encuentra una mina, "Butivka-Donetska".
Hasta marzo de 2016, la "Zona industrial" (ubicada en la parte este de Avdéyevka) era tierra de nadie entre los territorios controlados por la República Popular de Donetsk y el ejército ucraniano. En marzo de 2016, el ejército ucraniano instaló sus fortificaciones en la "Zona Industrial". Esto significó que los separatistas prorrusos ya no tenían el control total de la carretera que unía sus ciudades controladas de Donetsk y Horlivka, por lo que les resultaba más difícil disparar contra Avdéyevka. Desde marzo de 2016, la lucha por la "Zona Industrial" se intensificó enormemente.
En los días previos a los bombardeos del 29 de enero, la misión especial de la OSCE en Ucrania documentó una serie de violaciones de los acuerdos de Minsk. Estas se produjeron tanto por parte de los separatistas como por las tropas ucranianas, ya que ambos bandos colocaron sistemas de armas y tropas en lugares prohibidos.

## Batalla
No está claro quién inició los intensos combates cerca del área de la "Zona Industrial" (ubicada en la parte este de Avdéyevka) el 29 de enero de 2017. De hecho, ambos bandos se acusaron mutuamente de comenzar la batalla. Según The New York Times, el objetivo militar era una posición a las afueras de Avdéyevka llamada Almaz-2 que había estado bajo control separatista. En una entrevista con The Guardian, un soldado ucraniano afirmó que su ejército había provocado los separatistas al apoderarse de un pequeño tramo de carretera. El bombardeo separatista comenzó el 29 de enero de 2017, y dejó a más de 17.000 habitantes de la ciudad sin agua, electricidad ni calefacción. Las duras condiciones invernales regionales, llevaron al gobierno ucraniano a declarar el estado de emergencia en previsión de una evacuación al menos parcial de la ciudad. Unicef alertó de un más que probable desastre humanitario en la ciudad por falta de luz y agua.
Ucrania informó que sus unidades habían sufrido pérdidas durante los ataques de las fuerzas prorrusas en el área de la zona industrial de Avdéyevka en la noche del 29 de enero. Al menos un soldado ucraniano murió durante el ataque, otros dos fallecieron a causa de las heridas y un otro resultó herido en la mañana del 29 de enero. Las fuerzas prorrusas trataron de romper las líneas ucranianas en Avdéyevka dos veces, pero sus asaltos fueron rechazados. Dos civiles resultaron heridos por bombardeos en Avdéyevka. Un militante prorruso fue capturado por las fuerzas ucranianas. Alrededor de las 5:00 a. m. fuerzas prorrusas iniciaron nuevos ataques pero fueron derrotados por el ejército ucraniano. Los combates continuaron el 30 de enero. Dos militares ucranianos murieron y otros cinco resultaron heridos en la mañana del 30 de enero.
El portavoz del gobierno ucraniano en temas relacionados con la ATO, Oleksandr Motuzyanyk, informó de que tres militares ucranianos murieron y veinticuatro resultaron heridos y heridos en la región del Dombás el 30 de enero. Dos de las muertes ocurrieron en Avdéyevka, y la otra en Opytne. Los combates continuaron en y alrededor del bastión ucraniano de Avdéyevka, donde las partes en conflicto ignoraron en gran medida la petición de un alto el fuego. El portavoz de la ATO, Oleksandr Motuzyanyk, expresó su "preocupación" por el flanco derecho de las defensas ucranianas alrededor de Avdéyevka, que fue asaltado por tanques prorrusos. Motuzyanyk describió la acción como la mayor ofensiva de tanques en el área desde la caída del aeropuerto de Donetsk en manos de los rebeldes en enero de 2015 . Los tanques, reunidos en Spartak, realizaron la ofensiva a través de la línea de demarcación en el complejo minero Butivka y Pisky. La evacuación de los residentes de Avdéyevka estaba prevista para el 1 de febrero debido a la falta de servicios esenciales en la localidad, tras los continuos bombardeos prorrusos desde el 29 de enero. El hospital local fue evacuado por la tarde. Casi cien cohetes lanzados por BM-21 "Grad" aterrizaron en Avdéyevka durante todo el día. Pavlo Zhebrivskyi, jefe de la administración civil del Óblast de Donetsk, declaró el estado de emergencia en la ciudad.
El 1 de febrero de 2017, tropas prorrusas, apoyadas por tanques, lanzaron dos ataques contra posiciones ucranianas en Avdéyevka. Los separatistas también utilizaron artillería de 122 y 152 mm, así como lanzacohetes múltiples BM-21 "Grad". A partir de las 2:00 p. m., dos militares ucranianos murieron y otros dos resultaron heridos. Una mujer civil murió por los bombardeos de la mañana y tres civiles varones resultaron heridos. Setenta y siete personas, la mayoría niños, fueron evacuadas de Avdiivka ese mismo día.
El 2 de febrero, dos soldados ucranianos murieron al rechazar uno de los numerosos ataques de las fuerzas prorrusas. El 2 de febrero por la mañana, al menos 145 civiles, y a partir de las 5:00 p. m. 183 residentes civiles, incluidos 107 niños, habían sido evacuados de Avdéyevka. El presidente ruso Vladímir Putin, afirmó que Ucrania había agravado la situación con el objetivo de parecer víctimas, y que el gobierno ucraniano pensó que esto facilitaría la obtención de fondos extranjeros. También indicó que Ucrania reanudó los combates para desviar la atención de "los intentos de Kiev de luchar con la oposición interna". El mismo día, el secretario general de la OTAN, Jens Stoltenberg, pidió a Rusia "que utilice su considerable influencia sobre los separatistas para poner fin a la violencia".
El 4 de febrero fue relativamente tranquilo en el área de Avdéyevka después de que se acordara un alto el fuego.
Las autoridades ucranianas afirmaron que sus tropas mejoraron sus posiciones ("en las aproximaciones a Donetsk") aprovechando la batalla,  concretamente ganando terreno cerca de Spartak y avanzando a través de la carretera Donetsk-Horlivka, cerca de Tsarskoye Selo.
El 5 de febrero, los combates disminuyeron en intensidad. El ejército ucraniano declaró que ningún soldado había muerto en las 24 horas anteriores por primera vez desde el comienzo de la batalla, aunque dos soldados resultaron heridos. Durante el día, se restableció la energía eléctica y la calefacción volvió a Avdéyevka.
Durante la batalla, algunos soldados ucranianos recibieron mensajes de texto procedentes de números desconocidos que decían: «Ustedes son carne de cañón para vuestros comandantes», «Tu cuerpo será encontrado cuando la nieve se derrita» y «Ustedes son como los alemanes en Stalingrado».
Tras la batalla, medios ucranianos afirmaron que durante los combates, dos comandantes separatistas murieron y uno resultó herido.